# Ruosteranta
Ruosteranta är en ort i Pajala socken i Pajala kommun. Byn ligger vid Muonioälvens västra strand, cirka 3 kilometer nordost om Riksväg 99 och cirka 250 meter från den svensk-finska gränsen (som finns i älven). Mitt emot Ruosteranta på andra sidan älven ligger den finska byn Yli-Muonio. I juni 2020 fanns det enligt Ratsit två personer över 16 år registrerade med Ruosteranta som adress.